# دوري بورتوريكو لكرة القدم 2010
دوري بورتوريكو لكرة القدم 2010 هو موسم من دوري بورتوريكو لكرة القدم. كان عدد الأندية المشاركة فيه 8، وفاز فيه نادي أتليتيكو ريفير بليت بورتو ريكو.